# SB-215505
SB-215505 é uma droga que actua como antagonista potente e selectivo no receptor de serotonina 5-HT2B, com uma boa selectividade sobre os relacionados receptores 5-HT2A e 5-HT2C.
É usada em pesquisa científica relacionada com a função da família de receptores 5-HT2, especialmente para estudar o papeldos receptores 5-HT2B no coração, e para distinguir as respostas mediadas por 5-HT2B das produzidas por 5-HT2A ou 5-HT2C.